# Tolsti Vrh, Litija
Tolsti Vrh este o localitate din comuna Litija, Slovenia.